# Alice Coltrane

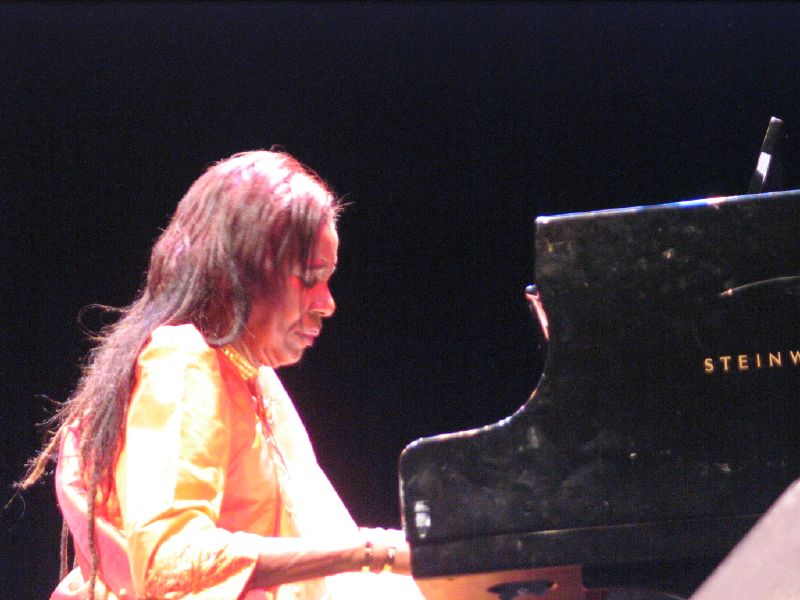
Alice Coltrane (2006)

Alice Coltrane (* 27. August 1937 in Detroit, Michigan als Alice McLeod; † 12. Januar 2007 in Los Angeles, Kalifornien) war eine US-amerikanische Jazzmusikerin. Sie spielte Piano, Orgel und Harfe. Ihr Pianospiel war wie ihr Harfenspiel durch Arpeggien geprägt, ihr Orgelspiel durch Orgelpunkte.

## Leben und Wirken
Alice McLeod studierte klassische Musik, kam durch ihren Bruder, den Bassisten Ernie Farrow, zum Jazz und lernte bei Bud Powell Jazz-Piano, als sie mit ihrem ersten Ehemann Kenneth „Pancho“ Hagood (Heirat 1960), einem Jazzvokalisten, von dem sie sich bald darauf scheiden ließ, in Paris war. In Detroit spielte sie mit ihrem Trio oder bei Sessions mit dem Jazzgitarristen Kenny Burrell und dem Saxophonisten Lucky Thompson. 1962 bis 1963 spielte sie in der Band des Vibraphonisten Terry Gibbs. Auf einer Tournee lernte sie den Tenorsaxophonisten John Coltrane kennen und zog mit ihm zusammen. 1966 heirateten die beiden, nachdem sich Coltrane von seiner ersten Frau Naima hatte scheiden lassen. Ab 1965 ersetzte Alice in Coltranes Quartett McCoy Tyner.
Nach dem Tod ihres Ehemanns im Juni 1967 arbeitete sie mit dessen Musikern weiter, wie mit Pharoah Sanders, Jimmy Garrison, Elvin Jones und Rashied Ali. In ihren eigenen Ensembles wirkten zudem Charlie Haden oder Carlos Santana (Illuminations) mit. Anfang der 1970er Jahre wandte sie sich wieder der Orgel zu, um einen möglichst kontinuierlichen, meditativen Klang zu erzeugen. Ihre Alben wie A Monastic Trio (1968), Ptah, the El Daoud (1970) oder Astral Meditations (1966/71) erschienen auf dem Label Impulse!, nachdem sie sich mit der Leitung von ABC-Paramount darauf verständigt hatte, das unveröffentlichte Material aus dem Nachlass John Coltranes bei Impulse! zu veröffentlichen. 1972 erschien das Album Universal Consciousness, das 1998 in die Liste „100 Records That Set the World on Fire (While No One Was Listening)“ von The Wire aufgenommen wurde. Sie spielt darauf Harfe und Wurlitzer-Orgel, die Streicher wurden von Ornette Coleman arrangiert. Ab Mitte der 1970er Jahre wechselte sie zu Warner Brothers und nahm vier Alben auf.
John und Alice Coltrane hatten drei gemeinsame Kinder: den 1982 bei einem Autounfall tödlich verunglückten Schlagzeuger John Coltrane Jr. (* 1964) und die Saxophonisten Ravi (* 1965) und Oran Coltrane (* 1967). Gelegentlich arbeitete sie auch mit ihrer Tochter aus der Ehe mit Hagood, der Sängerin Miki Coltrane (Michelle Coltrane).
Seit etwa 1969 wandte sie sich östlichen Religionen zu, nannte sich nun Swamini Turyasangitananda oder Turiya und lebte zurückgezogen in einem Ashram. Ihr Guru war ab 1970 Swami Satchidananda und später Sathya Sai Baba. Sie gründete ein eigenes Vedanta-Zentrum in San Francisco, das sie später in die Agoura Hills nordwestlich Los Angeles verlagerte. Gelegentlich trat sie mit ihrem Sohn Ravi auf. 1973 wirkte sie bei Joe Hendersons LP The Elements mit; ab 1980 erschienen nur noch wenige Aufnahmen, beeinflusst von indischer Musik, wie das 2004 bei Impulse veröffentlichte Translinear Light, an dem neben Jack DeJohnette, Charlie Haden und James Genus auch ihre Söhne Ravi und Oran Coltrane mitwirkten. Ihre Aufnahmen vertrieb sie ab 2004 nur noch privat und für religiöse Zwecke.
Alice Coltrane war entscheidend an der Wiederentdeckung von Aufnahmen des späten John Coltrane (etwa Interstellar Space oder Stellar Regions) beteiligt. Zu Beginn des Jahres 2007 wurde sie mit Lungenproblemen in ein Krankenhaus in Los Angeles eingeliefert, wo sie am 12. Januar starb.

## Diskographische Hinweise
- The Carnegie Hall Concert (Impulse!, ed. 2024)